# Callionymus macclesfieldensis
Callionymus macclesfieldensis là một loài cá biển thuộc chi Callionymus trong họ Cá đàn lia. Loài này được mô tả lần đầu tiên vào năm 1983.

## Từ nguyên
Danh pháp khoa học của loài cá này, macclesfieldensis, được đặt theo tên của nơi đầu tiên phát hiện ra chúng, bãi ngầm Macclesfield.

## Phân bố và môi trường sống
C. macclesfieldensis có phạm vi phân bố ở Tây Thái Bình Dương. Loài cá này được tìm thấy tại bãi Macclesfield thuộc Biển Đông, ở độ sâu khoảng 77 – 82 m. Chúng thường vùi mình trong những lớp trầm tích mềm.

## Mô tả
Mẫu vật lớn nhất của C. macclesfieldensis có chiều dài cơ thể được ghi nhận là 5 cm.